# Die Heidjer
Die Heidjer, plattdeutsch De Heidjers, war eine im Winter 1901 gegründete Künstlervereinigung von Kunstschaffenden insbesondere Niedersachsens. Zu dem auf Anregung des Heimatforschers und Herausgebers der Zeitschrift Der Heidjer Hans Müller-Brauel anfangs kleinen, bald angesehenen Zusammenschluss zählten Künstler wie Wilhelm Feldmann in Berlin, Hugo Friedrich Hartmann in Bardowick, Franz Becker in Osnabrück, Theodor Hermann in Zeven, Otto Kaule in Bardowick, der Architekt Wilhelm Matthies und andere.
Nachdem um 1905 die Geschäftsführung des Vereins einem Ausschuss übertragen werden sollte, wurde auf der Vereinssitzung in Bardowick Hartmann zum Vorsitzenden, Kaule zum Schriftführer und Matthies zum Kassierer gewählt. Ebenfalls 1905 wurde der Verband aufgelöst; Wilhelm Matthies wurde noch im selben Jahr Gründungsmitglied der Vereinigung Nordwestdeutscher Künstler.